# Coulinus uladus
Coulinus uladus är en insektsart som beskrevs av Bryan Patrick Beirne 1954. Coulinus uladus ingår i släktet Coulinus och familjen dvärgstritar. Inga underarter finns listade i Catalogue of Life.